# Aurelio Martínez

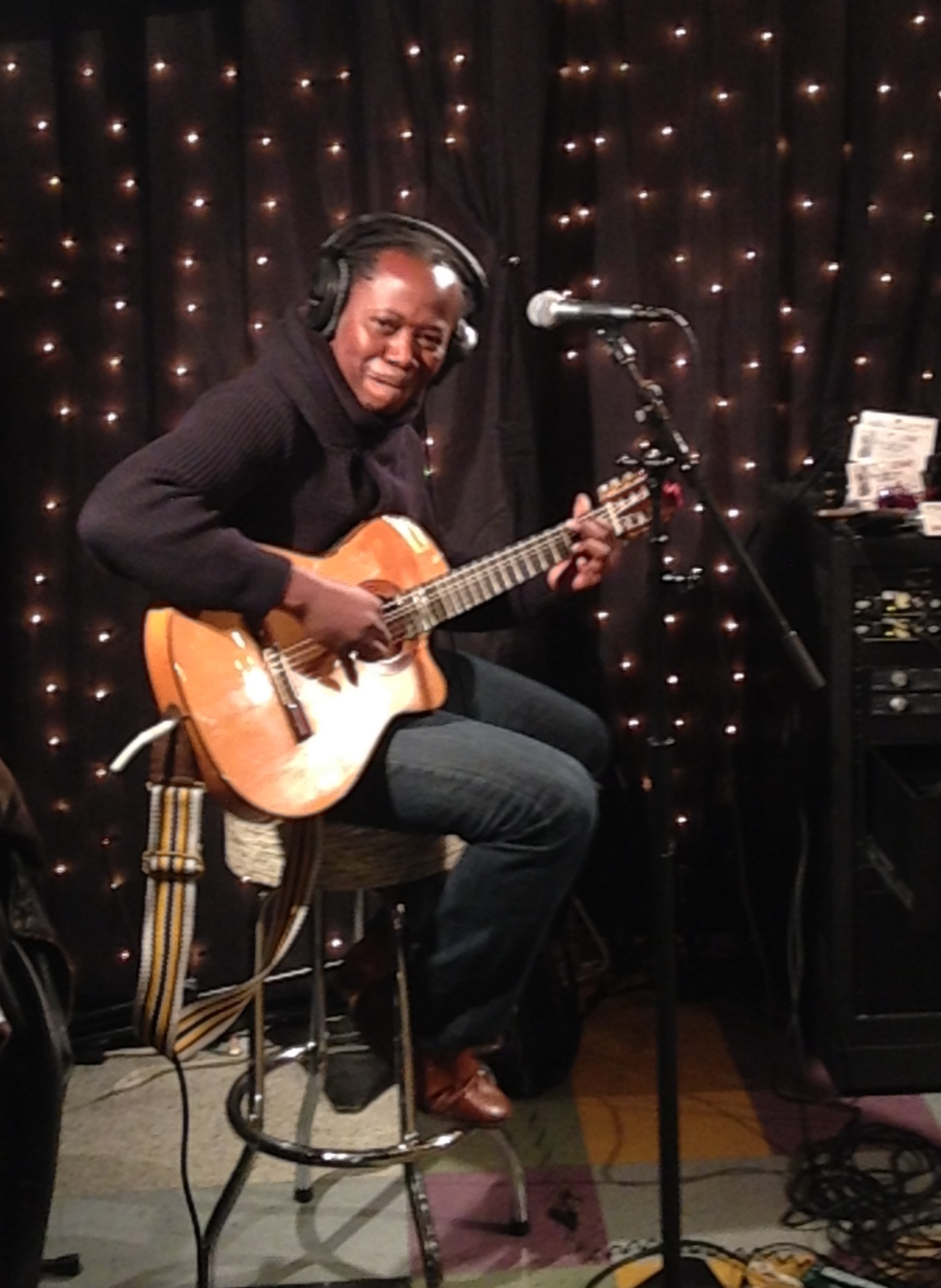
Aurelio Martínez

Aurelio Martínez (* 26. September 1969; † 17. März 2025 bei Roatán) war ein Musiker und Politiker aus Honduras. Er war Garifuna und der erste schwarze Abgeordnete im Nationalkongress von Honduras.
Seine Musik wurde in dem Dokumentarfilm Die vergessene Küste – Archäologie in Honduras zur gleichnamigen Ausstellung des Museum Rietberg verwendet.
Martínez kam am 17. März 2025 beim Absturz des Línea-Aérea-Nacional-de-Honduras-Fluges 018 ums Leben.